# Marine de guerre catalane
 (indiquez la date de pose grâce au paramètre date).

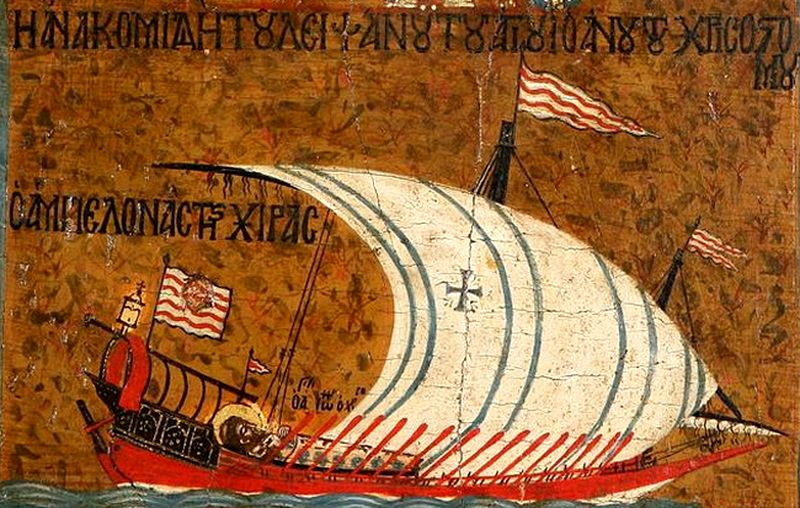
Galiote à la catalane

La marine catalane - avec des navires catalans, des amiraux catalans et des équipages catalans (sans compter la foule) - sous les ordres directs ou indirects des comtes de Barcelone, représentait une réalité reconnue par toute la Méditerranée depuis ses origines jusqu'à Fernando le catholique. Plus tard, des navires construits et habités sur les côtes catalanes, sous l'autorité de rois non catalans, par exemple rois de Naples, ont organisé des événements importants.
De même, les marines de guerre des royaumes de Majorque et de Valence avaient leur propre entité et peuvent être étudiées d'une manière particulière.

## La renommée de l'armée catalane

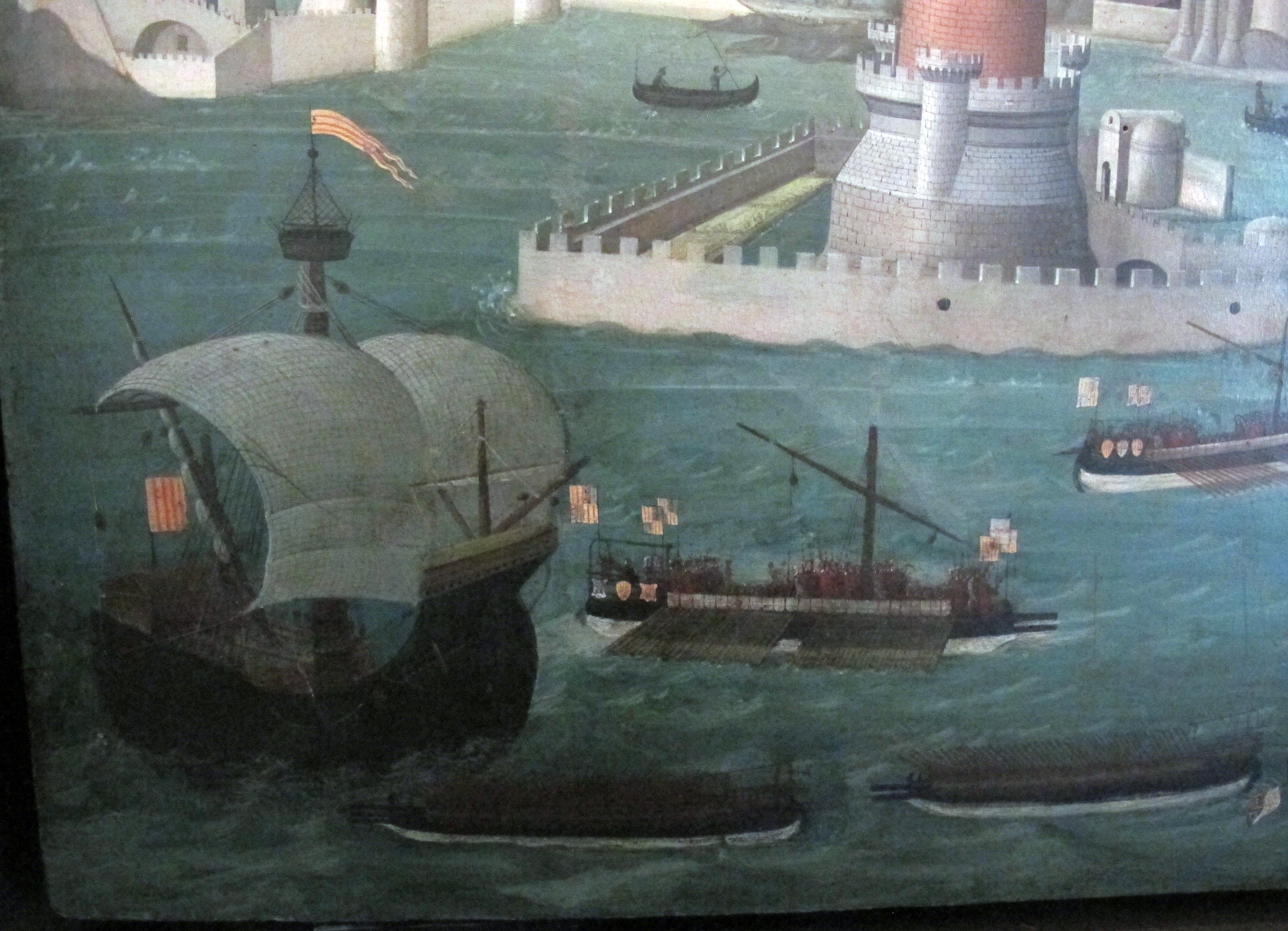
Tavola Strozzi. La flotte de Galceran de Requesens et Joan de Soler revient à Naples après leur victoire à Ischia (1465).,,,

La dénomination générique moderne "Armada del rey de Aragón" est inexacte et peu descriptive de la réalité médiévale. Jusqu'à Ferdinand le Catholique, les galères de la Couronne d'Aragon étaient catalanes, valenciennes ou majorquines. Ils appartenaient souvent à des institutions locales ( Généralité de Catalogne, municipalités, etc. . . ). Parfois, ils appartenaient à des particuliers. Ils se mettent au service du roi, mais il n'en est pas le propriétaire. OrPendant longtemps, la renommée de l'armée catalane a été reconnue par beaucoup.
- Benedetto Cotrugli.[47]

Galea vogia III hommini per bancho ogi, et have XXVIII et XXVIIII banchi. Le fuste vogano dui remi per bancho, et queste sonno de più qualitate de longeçe, ad beneplacitum XII, XVI, XX, XXIIII etc... Et realmente quisto modo de galee ando aptissimamente la nation Catallana et sondo aptissimi allo governo de quelle, perché le altre nationi armano solamente alli bisogni, et li Catalani al continuo fando lo misterio, et ciascheduno ne sa in parte et li Catallani in totum.

De navigatione. Benedetto Cotrugli.
- Martí de Viciana.[48]

Y assí hallamos que, en galeras, los catalanes han hecho más cosas buenas que ningunas otras nasciones, por donde resulta el refrán: “Que si en galera se haze cosa buena, el capitán á de ser catalán”.

Martí de Viciana: Libro tercero de la Crónica de la ínclita y coronada ciudad de Valencia.

## Livre du Consulat de la mer
El "Libro del Consulado de Mar" tiene un apéndice de 34 capítulos titulado "Ordinacions de todo Barco quien se armara para ir a coros, y de toda armada que's faciper mar". Vuelvo a encontrarme ante Catalán antiguo, pero yo se aventuraría "Ordenanzas de cualquier barco que se armara por corsario y de toda armada que se produzca en el mar". La nota del sumario indica los cargos y funciones apropiadas al servicio, como se desprende de su enumeración por materias:
"De l'amiral, du capitaine et des armateurs, car il doit être clair que les dépenses et les avantages; du comitre, des commodités; des pièces à faire dans un navire armé, des pilotes et autres métiers, et de la cloison; l'amiral, de pilote principal; de proeles; d'arbalétriers; d'hommes d'armes, de Gabieros (ceux qui sont allés dans les cages); de poids et de mesure de sur-gardes; de barreurs, de barbiers; de liquidateurs, de la garde de l'amiral, d'espions et de de registraires; de domestiques; de maître d'azuela (charpentier de bord de rivière), d'arbalétrier; de calafate, de caporal de domestiques; de consuls; dont le capitaine a à faire; notaire, des trésoriers; du pilote principal, et de comment les quintes sont-elles élevées (distribuées, distribuées?) "
Une autre annexe est constituée par les ordonnances pénales au service de la marine, composées de 39 articles intitulés: "Chapitres du roi Pierre sur les faits et actes maritimes" (chapitres du roi Pierre sur les faits et actions maritimes) promulgués à Barcelone par ordre royal en 1430 et émis par trois marins notables de Barcelone: Bernat de Cabrera, Jaume Boscà et Joan Llompart.

## Flotte de galères catalanes

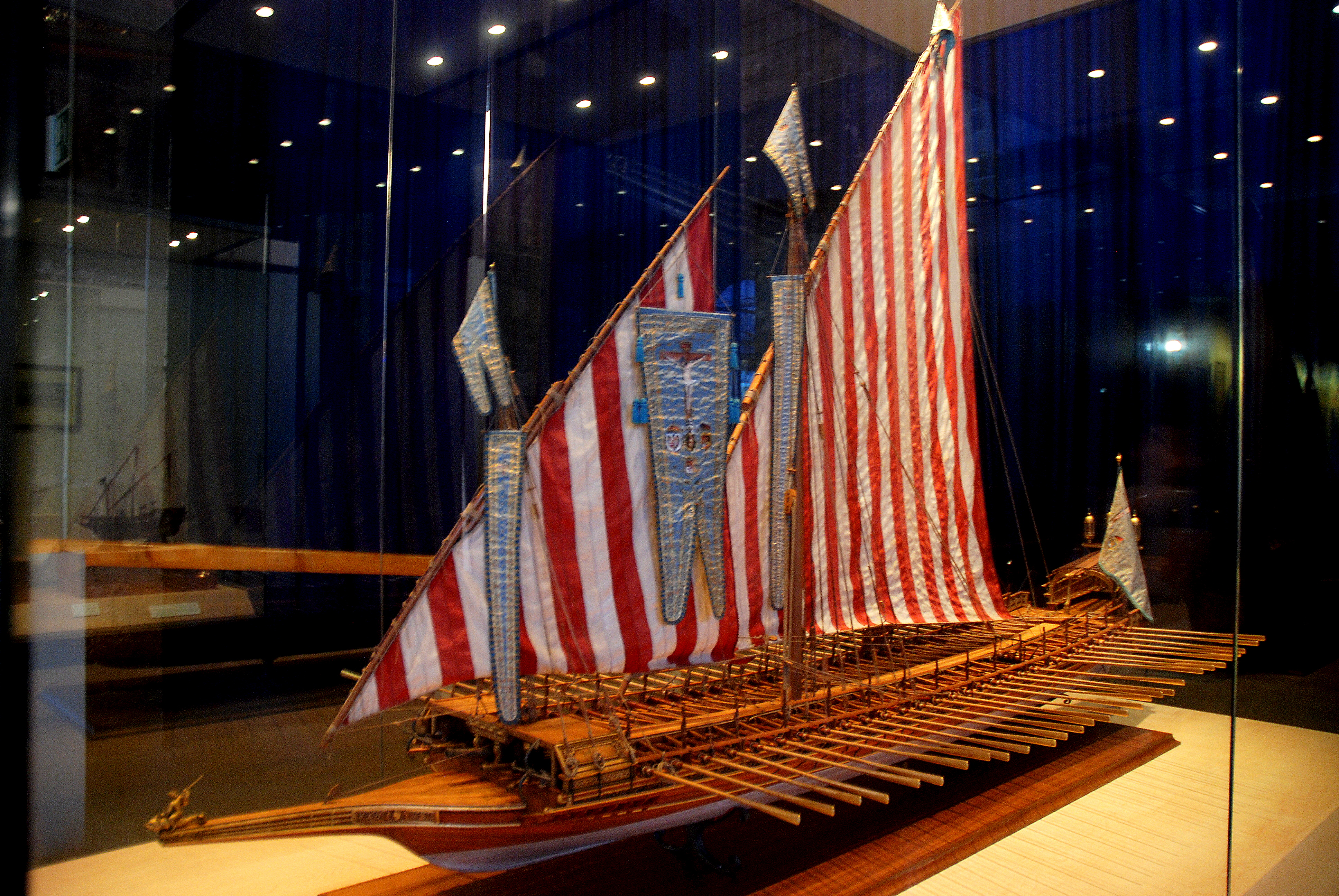
Modèle de la "La Real".

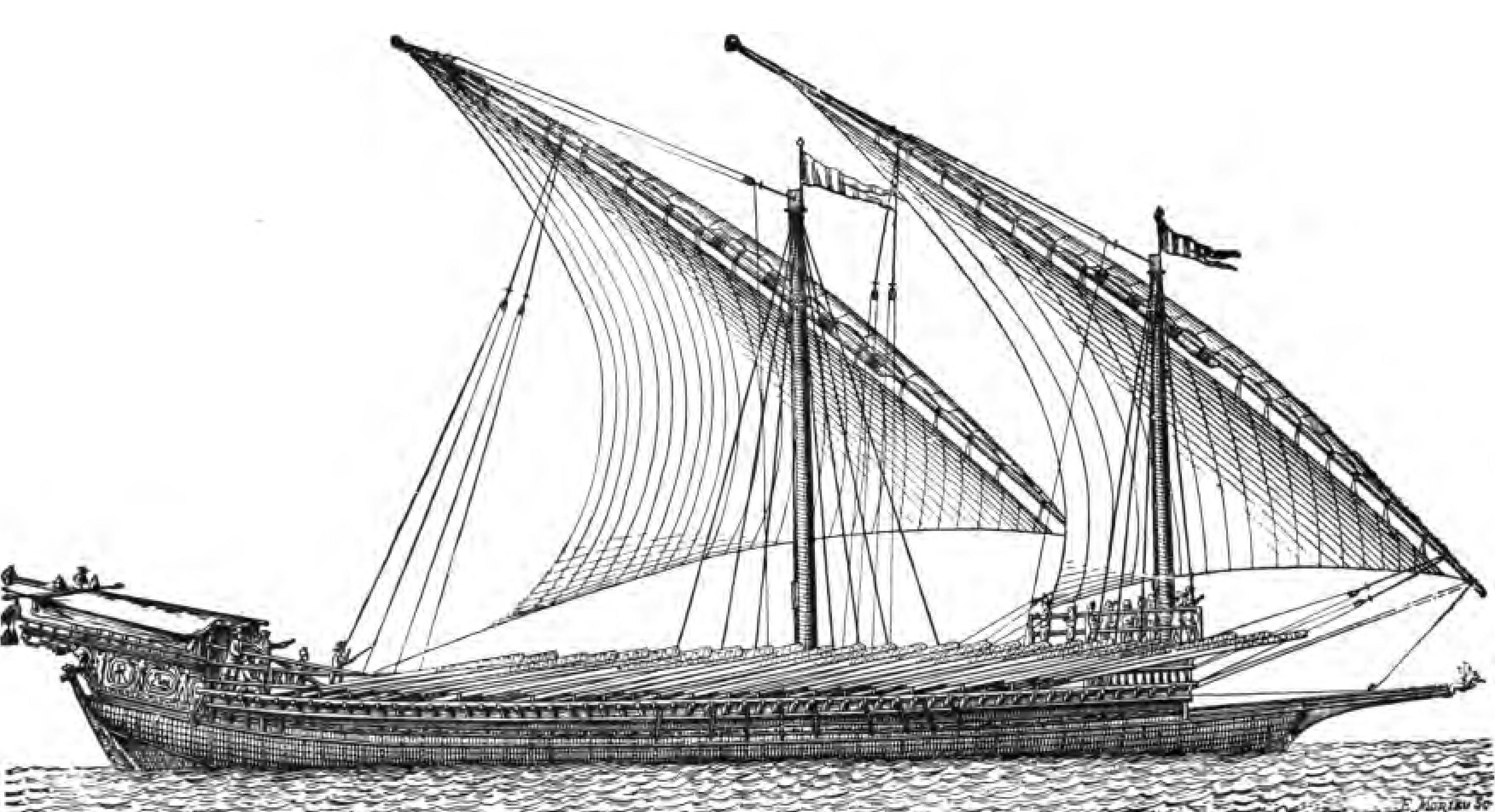
Galère catalane naviguant au vent

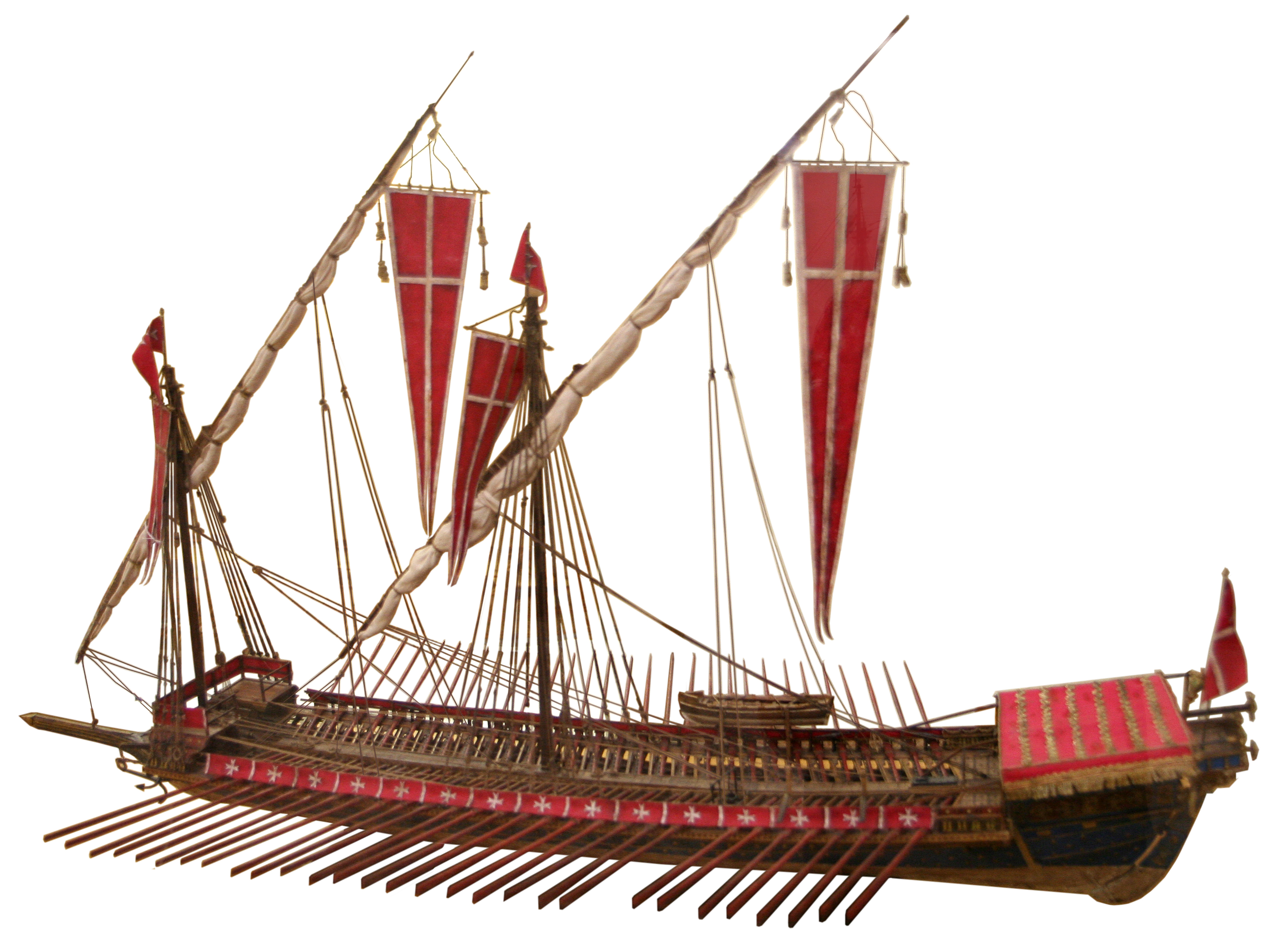
Galère maltesa, De style catalan

La galère catalane (anciennement galea), a sa propre entité par rapport aux galeries des autres nations maritimes (référencées à partir du s. XIII), puisque Corominas fait référence à une galère catalane de l'année 1120 (100 ans plus tôt que les autres pays)., C'était un type de navire de guerre et de navire de commerce, propulsé entièrement par la puissance des rames et parfois par le vent, grâce à la présence de mâts à voiles (généralement latins). 
Au moins à partir du XIIe siècle, les Catalans ont construit les "galères catalanes", en les utilisant largement pour les guerres avec les différentes républiques maritimes (en tant qu'ennemis ou alliés) ou pour le commerce avec la plupart des ports méditerranéens, garantir les routes commerciales avec les consulats catalans. Son utilisation a commencé à décliner à partir du XVIIe siècle, lorsqu'ils ont été progressivement remplacés par des voiliers, s'éteignant finalement à la fin du XVIIIe siècle .

### Galère Capitaine
L'office du capitaine était un grand office, accompagné d'une escouade subtile ou légère de galères et de billes d'aviron. Ils réglementaient la subordination, les récompenses, les punitions, les dangers et les profits. Les hommes d'armes constituaient la garde de l'amiral, au combat, ils ne devaient jamais partir sans défense, jusqu'à ce qu'ils perdent la vie. Leur armement ordinaire était les arbalétriers déjà mentionnés, sauf ce que l'amiral avait ordonné. C'étaient des personnes appropriées pour l'embarquement et ils se sont battus en toutes occasions; son prix était un quart du butin, en dehors de ce que l'amiral pouvait promettre. La proie la plus désirée était l'armure de la cape et tout ce que les ennemis portaient au moment de l'embarquement, car une fois cela accompli, ils ont prescrit leurs droits. Tous les gens armés étaient directement commandés par le soi-disant constable. 

### Ordre de combat
A bord des galères catalanes, les combats avec les autres galères ne se sont résolus qu'à l'embarquement, dans lequel les équipages se sont affrontés en mêlée et, à partir du XVIe siècle, avec des tirs d'arcabus. Parfois, les rameurs ont également rejoint le combat. 
Par rapport aux galions de taille moyenne, qui avaient douze à vingt canons de plus gros calibre et portée, les galères avaient une structure fragile qui n'était pas très résistante au tir ennemi, avec un maximum de cinq canons à l' avant . Au combat, la structure basse des galères était submergée par les bords élevés des galions, tandis que leur équipage tirait depuis les ponts supérieurs. 

### Les arbalétriers "en table"
Les arbalétriers étaient les forces offensives les plus importantes à bord d'une cuisine traditionnelle. Et ils ont coexisté pendant de nombreuses années avec les arcabusseros et artilleurs. Ramon Muntaner était un partisan des arbalétriers professionnels, uniquement recruté pour agir comme arbalétriers (arbalétriers embauchés sur la table à convenir; d'où le nom «à bord»).,
Il était obligatoire que chaque marin ayant des fonctions d'arbalétrier dans les galères, ait deux arbalètes à deux pieds et une autre avec une sangle (qui avait une sangle pour l'armer), trois cents épingles, un casque en acier, une couture (ce pourrait être l'union du poids et pointe: point lourd) ou cuirasse et épée ou sabre. Le même armement devait être porté d'office par des arbalétriers dans des navires plus petits. 
- Les galères étaient les mêmes. Les galères normales ne transportaient que deux rameurs par rive: un pigeonnier et un postic. Les galères avec des tiers sont allées avec un troisième rameur dans chaque rive: le Thirdol. Ils étaient plus rapides mais le nombre d'arbalétriers professionnels était plus petit.
- Certains savants étrangers ont voulu traduire (sans justification ni succès) la "table" par un type de château ou de renfort de protection que seules les galères catalanes portaient.[11],[12],[13],[14]

## Tartanes catalanes

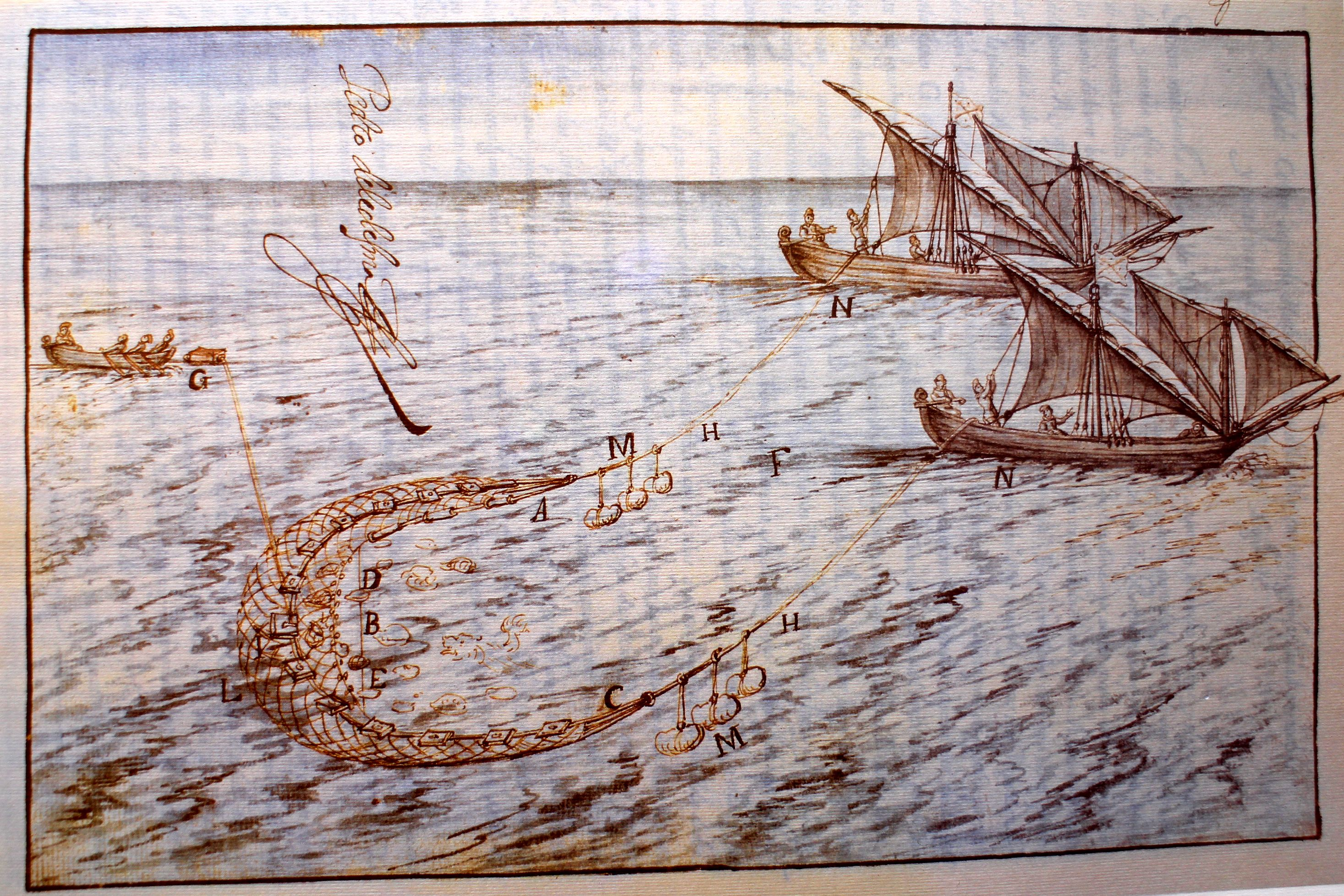
Tartane De Nicolás de Cardona pescando perles

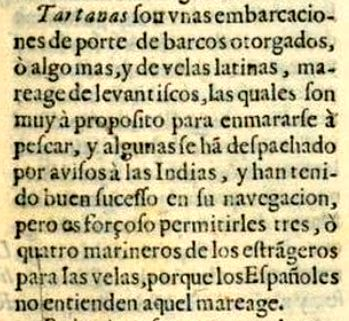
Définition de tartane: Veitia et Linaje 1670.

Tartane en français et dans la plupart des langues européennes (même si, dans certains, il change en tartana ou tartan) est une petite méditerranéenne voile latine bateau (ou plate - forme arc-arrière ) utilisé entre le 16e et 19e siècles. Les différentes tartanes étaient utilisées comme coursiers, pour le cabotage, comme bateaux de pêche et comme navires militaires. ,  Dans leurs plus de trois cents ans d'histoire, ils avaient des conceptions différentes, des nombres différents de bâtons et même des équipements de navigation variés. 
Bas à bord, les tartanes mesuraient entre 16 et 20 m, avec un mât perpendiculaire à la quille planté au milieu, dans lequel une voile latine (voile principale) et un foc appelé Polacia étaient hissés.  Il existe de nombreux cas de tartanes avec bougie d'artimon et d'autres cas sans bougie d'artimon. 
José Veitia Linaje (1670) qualifie les tartanes de " marques levantiscous "   utilisées dans la navigation vers les Indes. Dans l'ouvrage «Norte de la Contratación» (Séville, 1672), il souligne que: « Tartanes ... de voiles latines, levée de levantisks ... mais il faut leur permettre 3 ou 4 marins d'étrangers (" levantisks ") pour la voiles, car les Espagnols ne comprennent pas que le marquage "..." (se référant à la manœuvre des voiles latines). M. Veitia était "juge officiel de l'audience royale de la Casa de Contratación de las Indias"., Pour renforcer ce fait, le "Bulletin de la Société de géographie" explique qu ' "un garçon de 14 ans pratique d'une tartane catalane, à cet âge avait déjà fait le voyage à La Havane à trois reprises" .
José Veitia Linaje (1670) qualifie les tartanes de " marques levantiscous "   utilisées dans la navigation vers les Indes. Dans l'ouvrage «Norte de la Contratación» (Séville, 1672), il souligne que: « Tartanes ... de voiles latines, levée de levantisks ... mais il faut leur permettre 3 ou 4 marins d'étrangers (" levantisks ") pour la voiles, car les Espagnols ne comprennent pas que le marquage "..." (se référant à la manœuvre des voiles latines). M. Veitia était "juge officiel de l'audience royale de la Casa de Contratación de las Indias"., Pour renforcer ce fait, le "Bulletin de la Société de géographie" explique qu ' "un garçon de 14 ans pratique d'une tartane catalane, à cet âge avait déjà fait le voyage à La Havane à trois reprises" .

## Origine

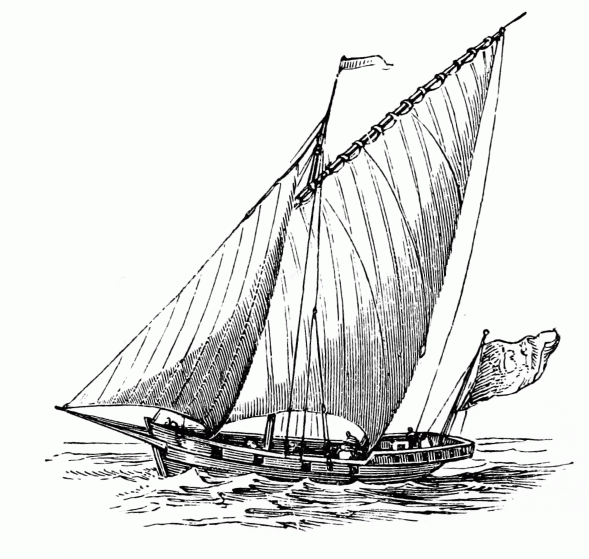
Gravure d'une tartane

Il est fait référence à la tartane comme bateau en 1313 en Catalogne, dans laquelle le roi de Roussillon et de Majorque commandait: "ne souhaite pas pêcher en mer pour le seigneur roi ab tartans" .
Les tartanes étaient présentes en Méditerranée occidentale depuis le Moyen Âge jusqu'à l'avènement des bous à vapeur notamment en Occitanie où ces bateaux étaient traditionnels le long des côtes du Languedoc, de la Catalogne et de la Provence, pour la pêche et le cabotage dans toute la Méditerranée . Par extension, le même nom a également été donné aux filets de pêche. 
Vers le XVIe siècle, on apprend une tartane à un seul étage avec trois petits bâtons en Provence ( France ). En ce qui concerne son utilisation militaire, l'une des premières mentions de la tartane au XVIIe siècle se trouve dans le livre de 1614, Pantero-Pantera "el Armata Navale", où il y a une explication des manœuvres des tartanes de la marine Français.  . 

## Étymologie
Concernant l'origine du nom, il existe plusieurs sources qui font référence à la tartane occitane (oiseau de proie),  étant en tartane catalane, italien : tartana    et en français : « tartane »    . 
Selon des études sur la base d'analyses linguistiques et littéraires, l'origine des tartanes serait les côtes du golfe de León (Roussillon en 1313) où elles étaient initialement de plus petites dimensions. Le mot est présent dans plusieurs langues, il y a même des auteurs qui prétendent qu'il vient de l'arabe "taridah" qui signifie bateau.
Mais il est accepté par Corominas et d'autres qui défendent que son étymologie est occitane par emprunt du sens, puisque le même mot tartan désigne également la buse variable ou d'autres oiseaux de proie, et son origine serait onomatopée en imitant le cri de l'oiseau lors de la chasse.,,

## Images de tartanes
Jean Jouve dans l'album "Plans de tous les navires qui naviguent sur la mer Méditerranée" (en français, «tous les Dessins de Naviguent sur Qui Bâtiments la Méditerranée») de 1679, montre ces quatre images de Tartanes un seul mât: 

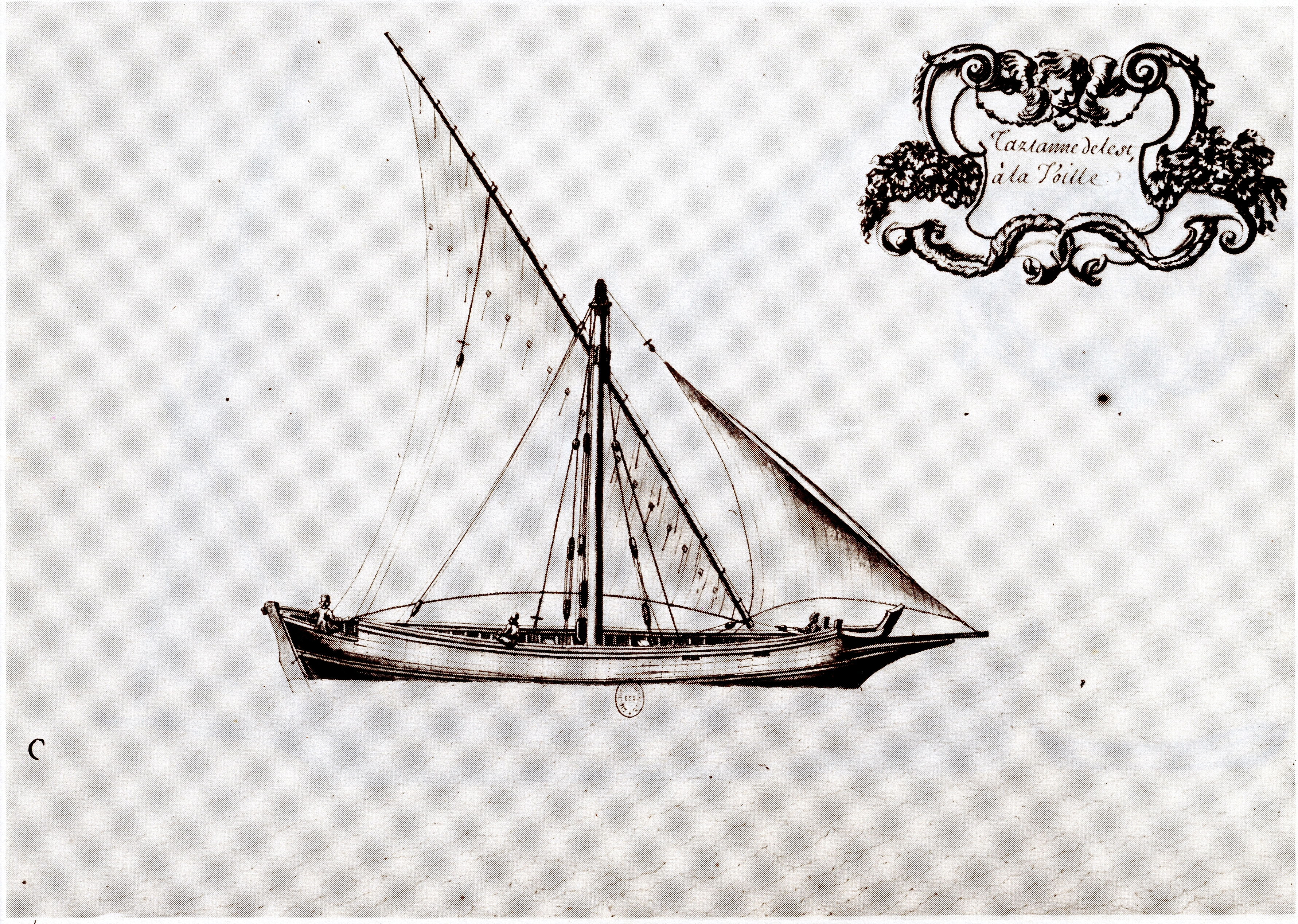
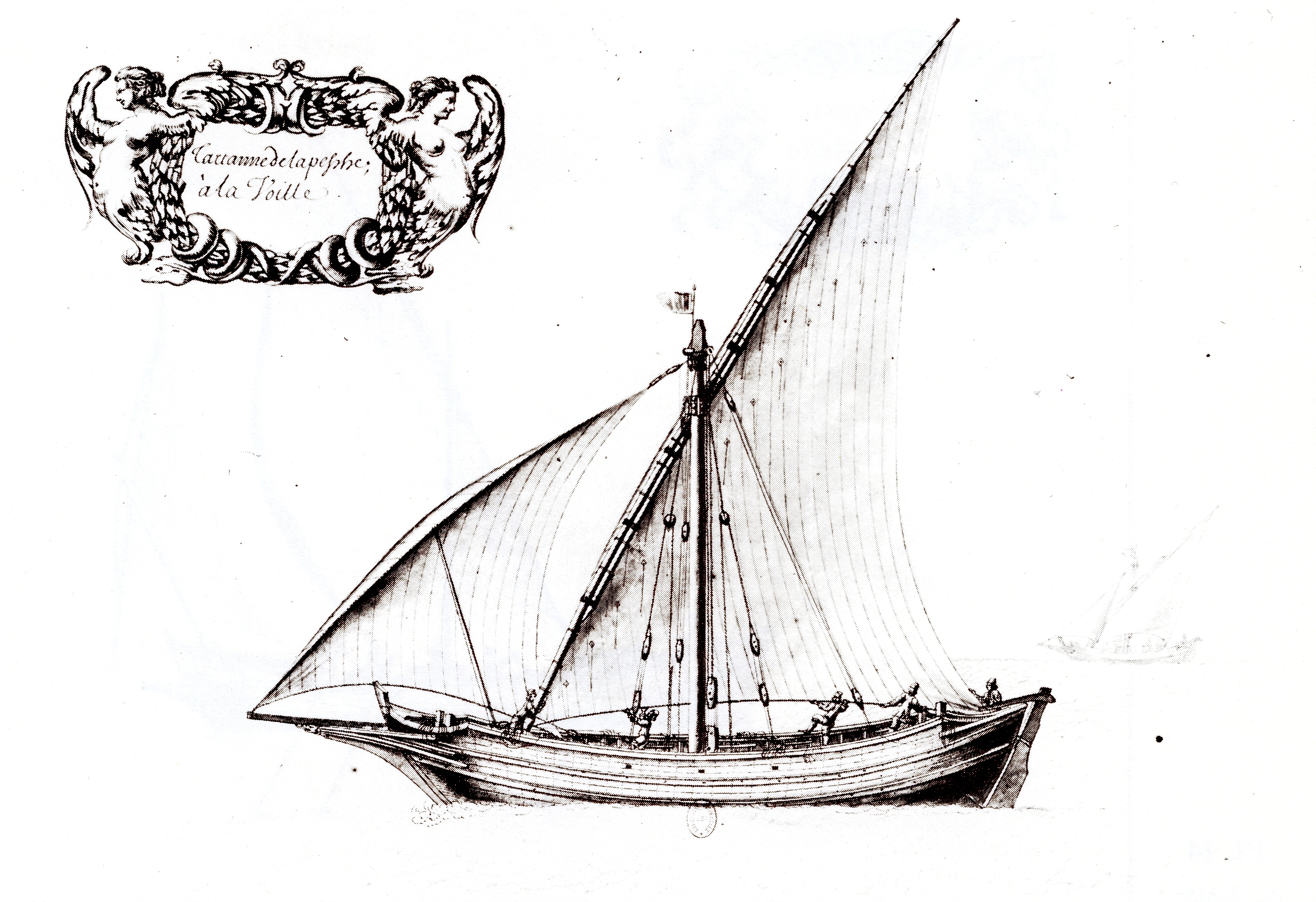
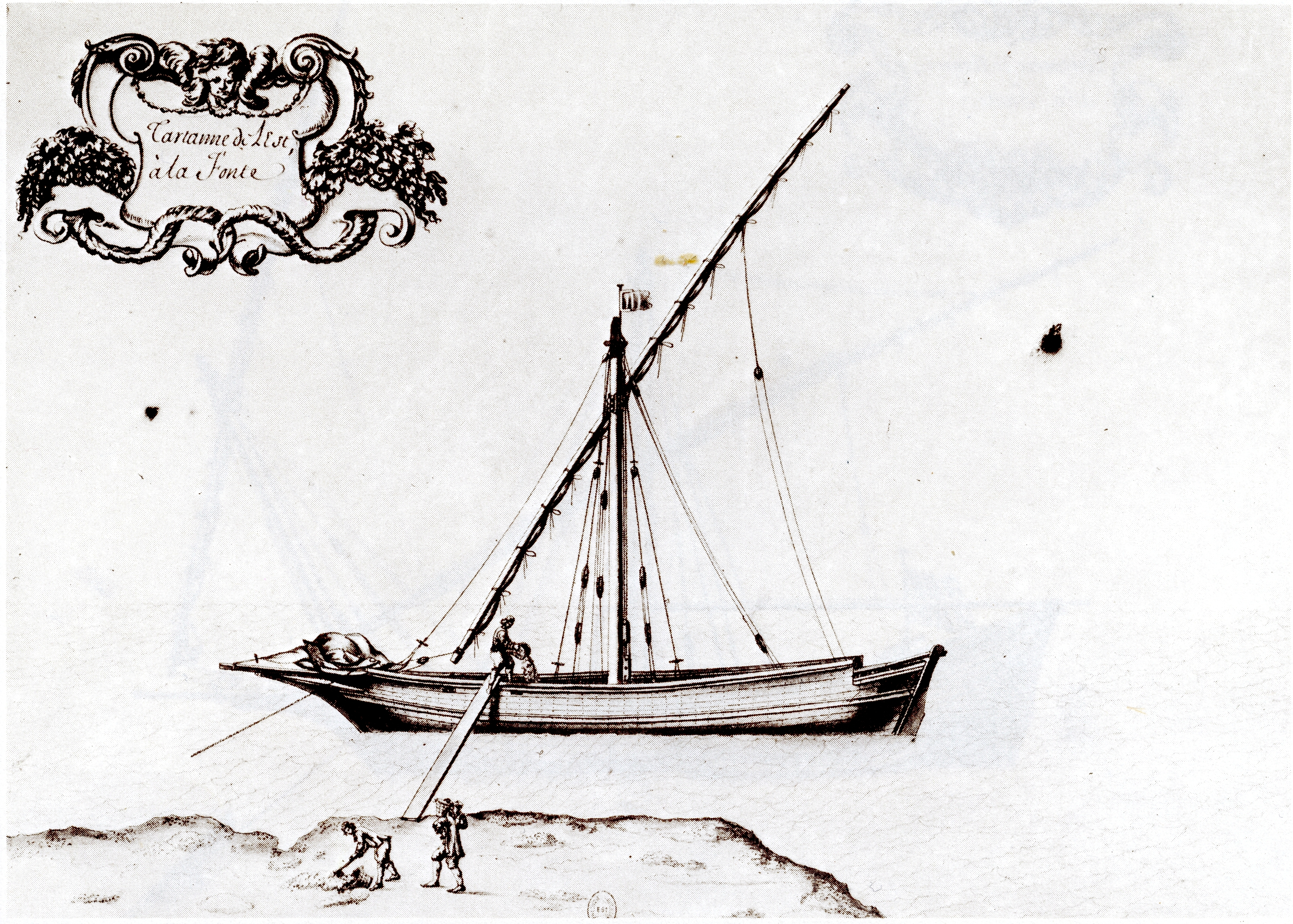
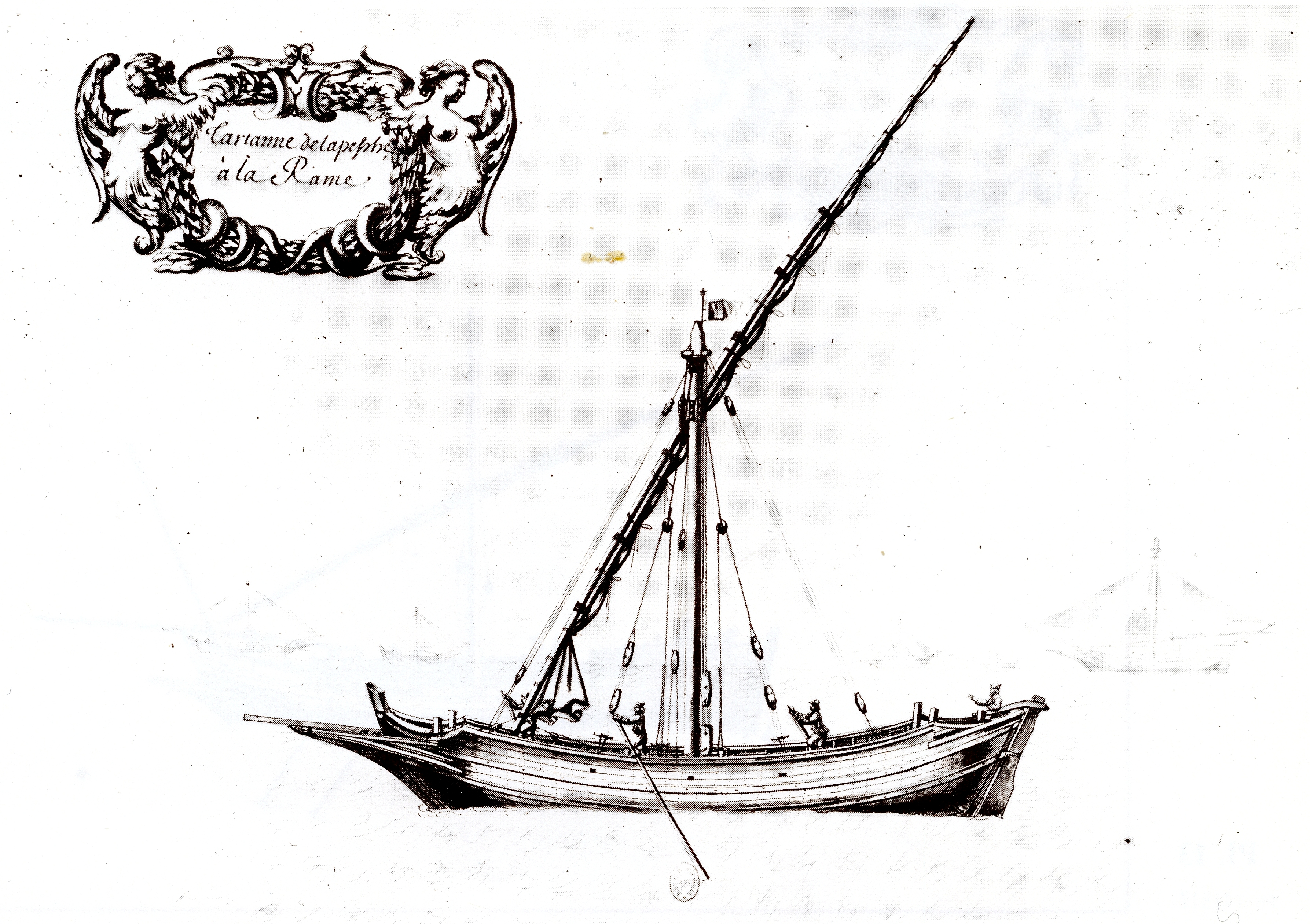

 et deux images de tartanes avec deux mâts: 

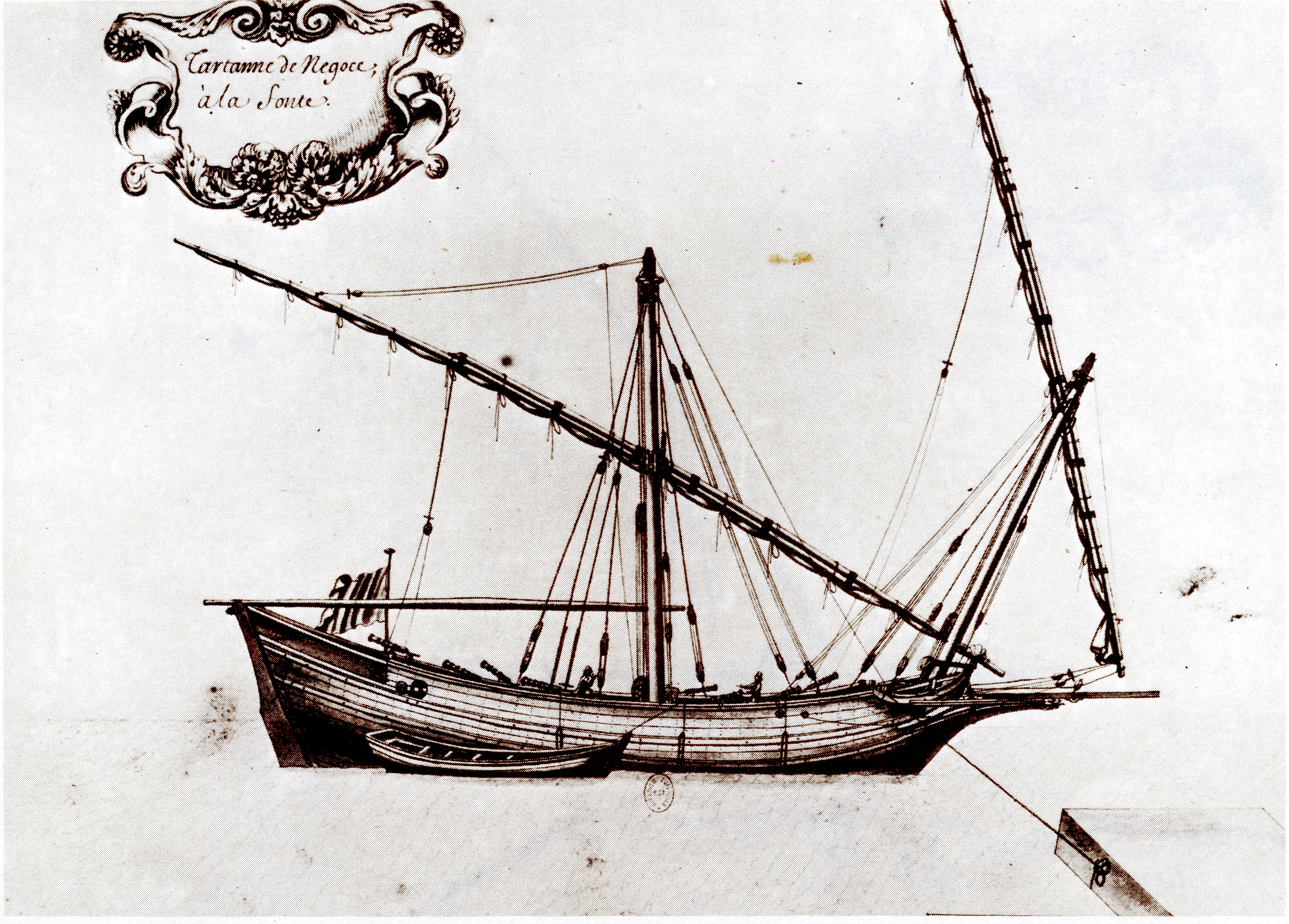
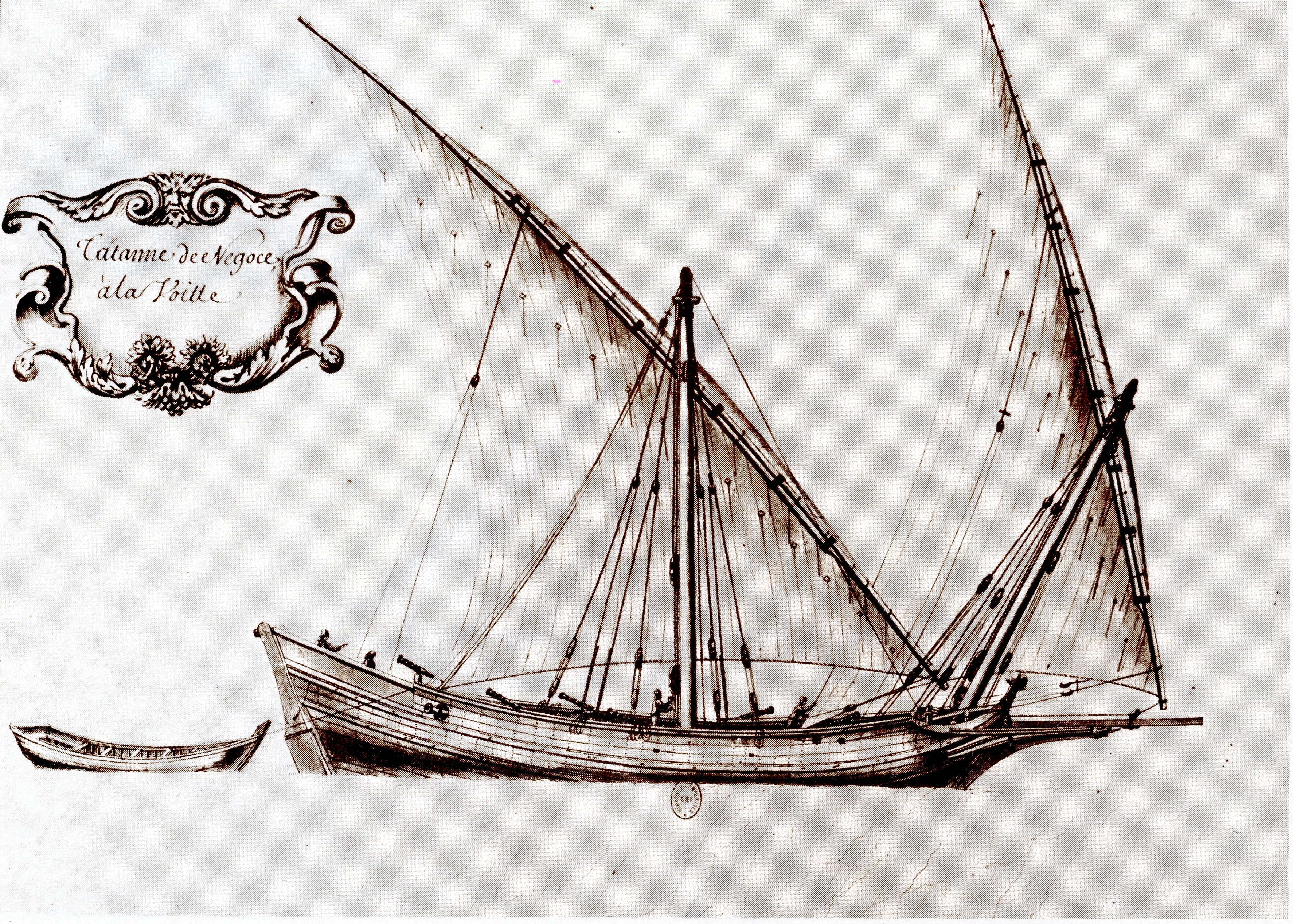

## Pompe de cale sur navires

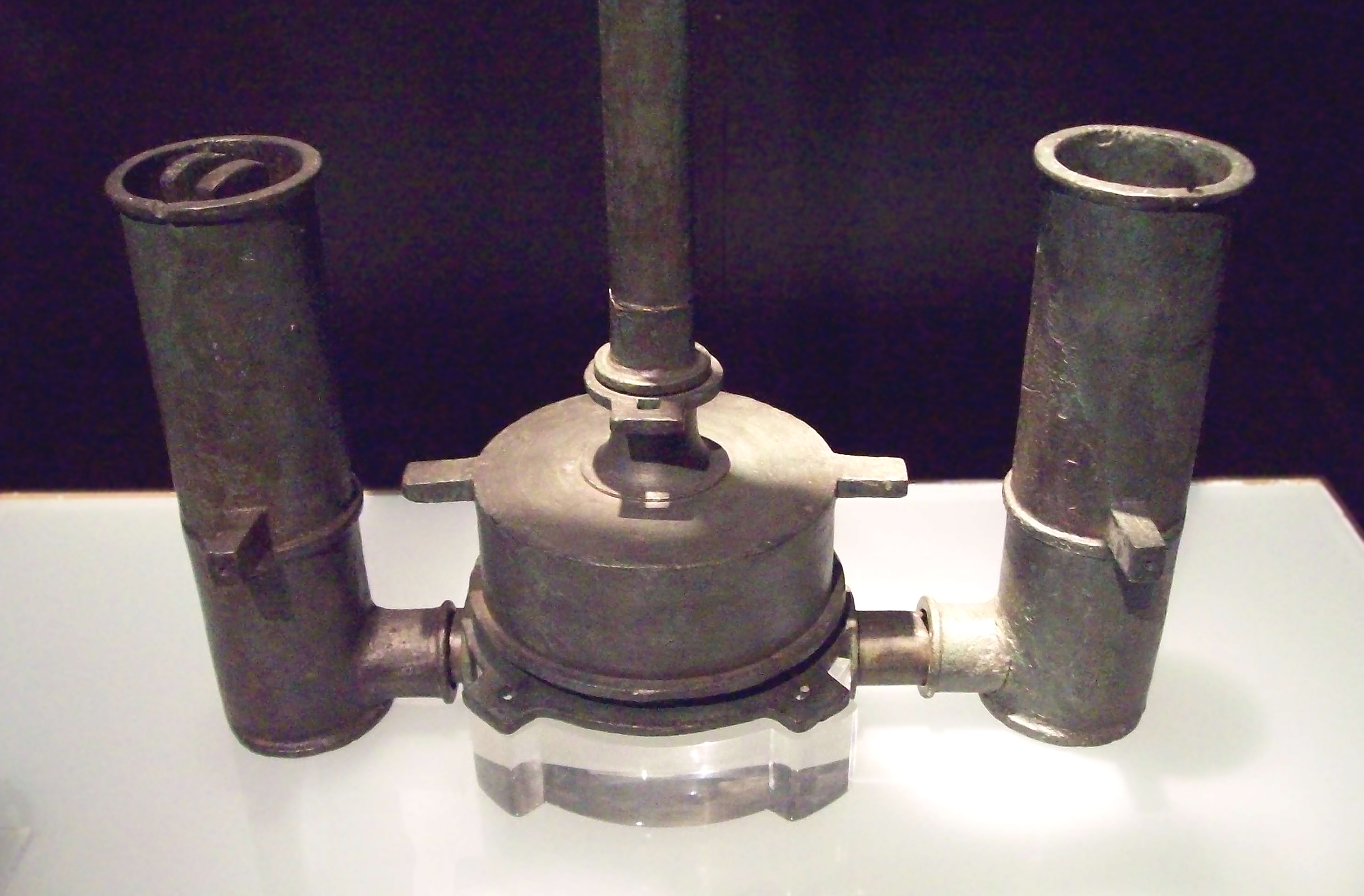
Pompe en bronze romaine (3e siècle, Huelva)

Au haut moyen âge, il ne semble y avoir aucune référence d'aucune sorte. 
Aux temps pré-modernes il y en a quelqu'une: 
- En 1460, Miquel de Gualbes, de Barcelone, a commandé le maître Azuela de Mataró, Luis Pou, entre autres: ".. deux beaux arbres ronds pour deux cornes, qui sont beaux, de lonch et grux, avec la santé mentale du maître doigt . . " .[36] Les "deux arbres" caractérisent la pompe de type aspiration-roue.
- Dans un inventaire des chantiers navals de Barcelone en 1467, vous pouvez lire: "une corne de sgotar".[37]
- Quelques versets du poème Luigi Pulci "Il morgante maggiore" 1487 parlent de la manière: "la tromba aggottava".[38]
- En 1460, Girolamo Cardano en décrit un.[39]

## Entrepôt de bombardes de Barcelone
Selon la Chronique de San Juan de la Peña (en 1359), au milieu du XIVe siècle, les galères catalanes (celles des autres nations ont pris un peu plus de temps), ont commencé à être armées de bombardiers à bord, le fait était si important et secret que les comités les ont sortis d'un entrepôt de Barcelone, contraints de signer un document dans lequel ils disaient qu'ils ne les transféreraient à aucun pays étranger sous peine de mort s'ils le faisaient: "..l'artillerie qu'ils ont sortie comme louée dans le grand entrepôt bombardement, dans le soi-disant entrepôt du général à Barcelone. . " Ils ont généralement porté un bombardement central de baie plus quelques morceaux de plus petit calibre à mettre en communication et tribord. La puissance de ces bombardements, en particulier des bombardiers latéraux, était limitée car le recul des tirs secouait le navire. 

## Chantiers navals de Barcelone

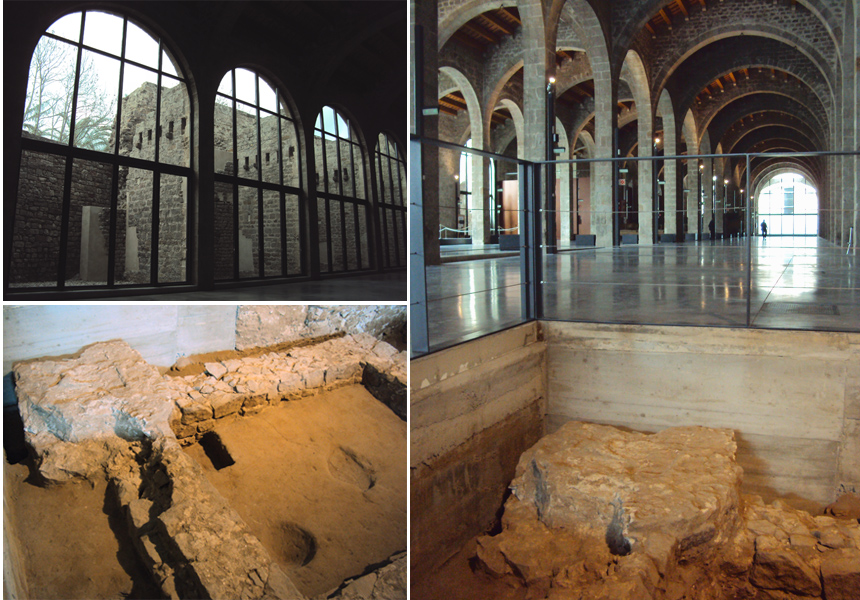
Nouvelle vue intérieure du mur, du mausolée et de la nef latérale (2013)

Les chantiers navals de Barcelone, où toutes sortes de navires ont été construits jusqu'à la fin du XVIIe siècle, peuvent être considérés comme un grand complexe de production de l'époque médiévale et de l'ère moderne, une véritable grande usine moderne: où travaillaient des centaines d'hommes, avec leurs diverses activités, soutenu par les guildes correspondantes, de leur quartier à l'intérieur du mur. Les galères ont été construites "en série", anticipant les formes de la chaîne de montage moderne. La capacité de production de Barcelone était impressionnante pour l'époque: en 1571, à l'approche de la bataille de Lépante, une cinquantaine de navires furent lancés prêts à se rendre en Italie et en Grèce . 
Dans la bataille de Lépante, les Catalans (entre autres) ont connu avec de grands résultats les galères faites à Barcelone. C'étaient des galères plus grandes et plus stables qui pouvaient transporter des batteries de canons de gros calibre et tirer dans toutes les directions; au lieu de cela, il était impossible de manoeuvrer les galères avec les rames, de sorte qu'elles devaient être remorquées par deux petites galères. 

## Navigation par estime dans la marine catalane

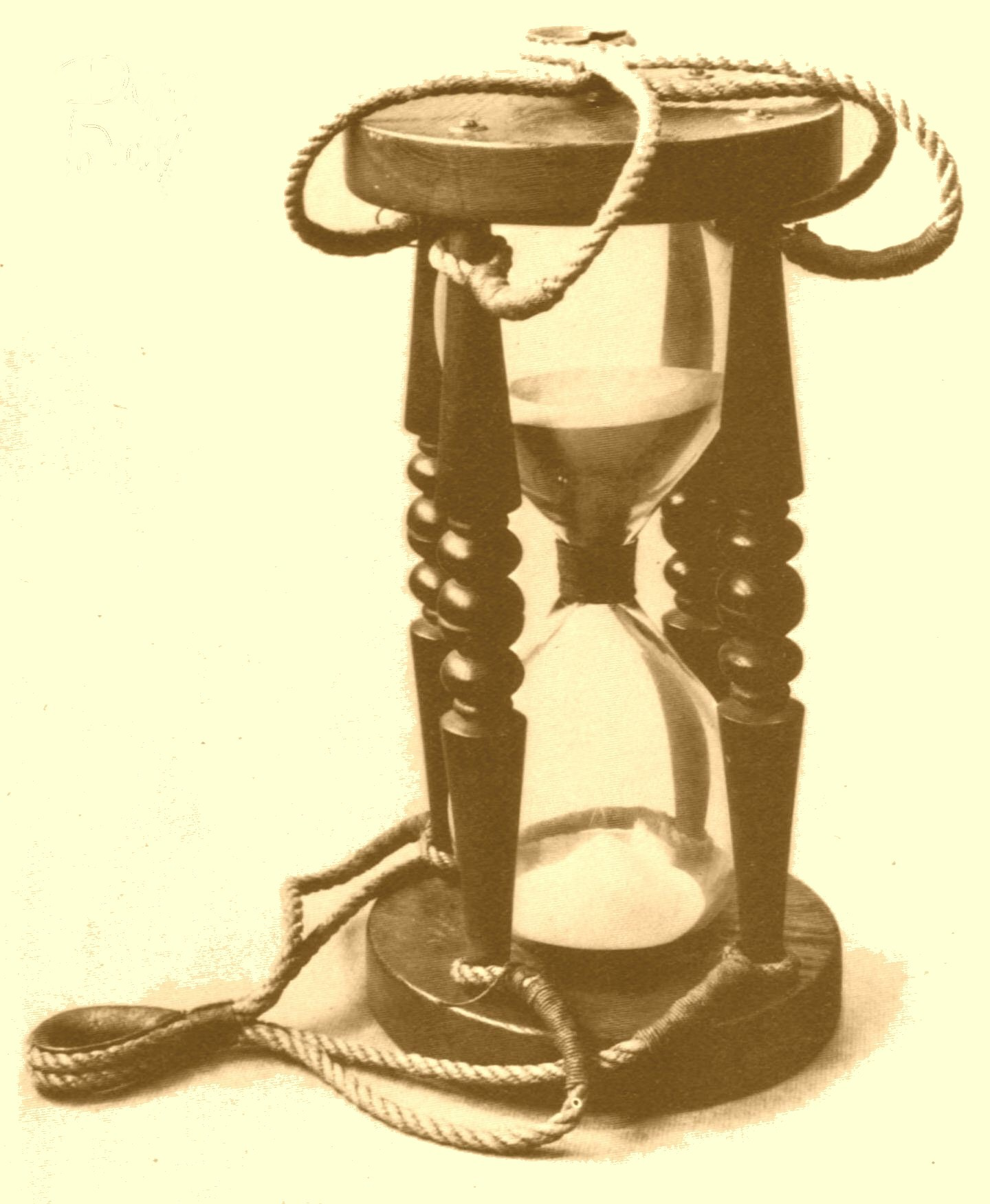
Ampoule réversible à support "suspendu" à quatre colonnes

Avec les navigations atlantiques du temps des découvertes - à part la boussole - les tables, l'astrolabe et la verge de Jacob ou le quadrant étaient nécessaires, mais il faut dire que lors de ces navigations - comme les navigations méditerranéennes - la distance parcourue calculé par estimation, et la "navigation par appréciation" n'est pas possible sans un instrument pour mesurer le temps. 

### Sablier marin
Pendant plus de 500 ans (de 1300 à 1800), l'instrument de mesure du temps en mer était "l'ampoule d'heures". En Catalogne, il existe des références de sa fabrication depuis le milieu du XIVe siècle en verre transparent catalan selon les formules de l'alchimiste Guillem Sedacer, en utilisant comme fondant la soude obtenue en brûlant la barrella (ses cendres dissoutes dans l'eau et coulées avec un tamis ont été la base de la "lessive" pour laver les vêtements du néolithique). La barrella pousse sur la côte catalane d' Orihuela à Montpellier et les manuels italiens pour la fabrication du verre italien (La Sedacina et Arte Vetraria) disent: "bisogna comprare la soda di Spagna".,
Dans un vaste inventaire des objets appartenant à Charles V de France qui étaient en sa possession au moment de sa mort le 16 septembre 1380  Il y a un article cité comme "heures de naviguer" du bureau du roi à son château de Saint Germain à Laye, qui est décrit comme suit:
Cette "horloge de mer" ou "heures de naviguer" lui fut envoyée, en cadeau, alors qu'il n'était encore qu'un prince (étant, donc, avant 1356 quand il prit la place de son père en prison), par Jean le chasseur, par l'intermédiaire de sa tante Yolanda de Aragón, lorsque Juan lui a demandé un manuscrit de Joan de Mandeville, "pour le traduire en langue aragonaise". Ce point est essentiel pour connaître la langue de l'original, car il ne vous dit pas " de le traduire en catalan ", ce qui était le plus important car c'était le vôtre - impliquant que vous n'aviez pas besoin de traduction - d'autre part, si vous aviez en Catalogne, une copie en langue catalane n'aurait pas été demandée par sa tante, car le manuscrit de Yolanda de Aragón était en catalan.
Le plus intéressant de cette référence de Charles V de France, est qu'une ampoule d'heures est définie comme "ung grant orloge de mero" ("une grande montre de mer"), ceci avec le fait que la première explication de son utilisation en mer, il apparaît dans " le douzième de la Crestià " (travail de M.Llauradó sur Francesc Eiximenis ) et qu'il lui a été donné par sa tante Yolanda de Aragón, suggère que, dans cette période, l'importance d'un sablier était communément Liée à son utilisation en mer et à sa demande de fabrication, elle aurait pu provenir des besoins de navigation de la Couronne d'Aragon, puissance maritime du moment en Méditerranée.,,

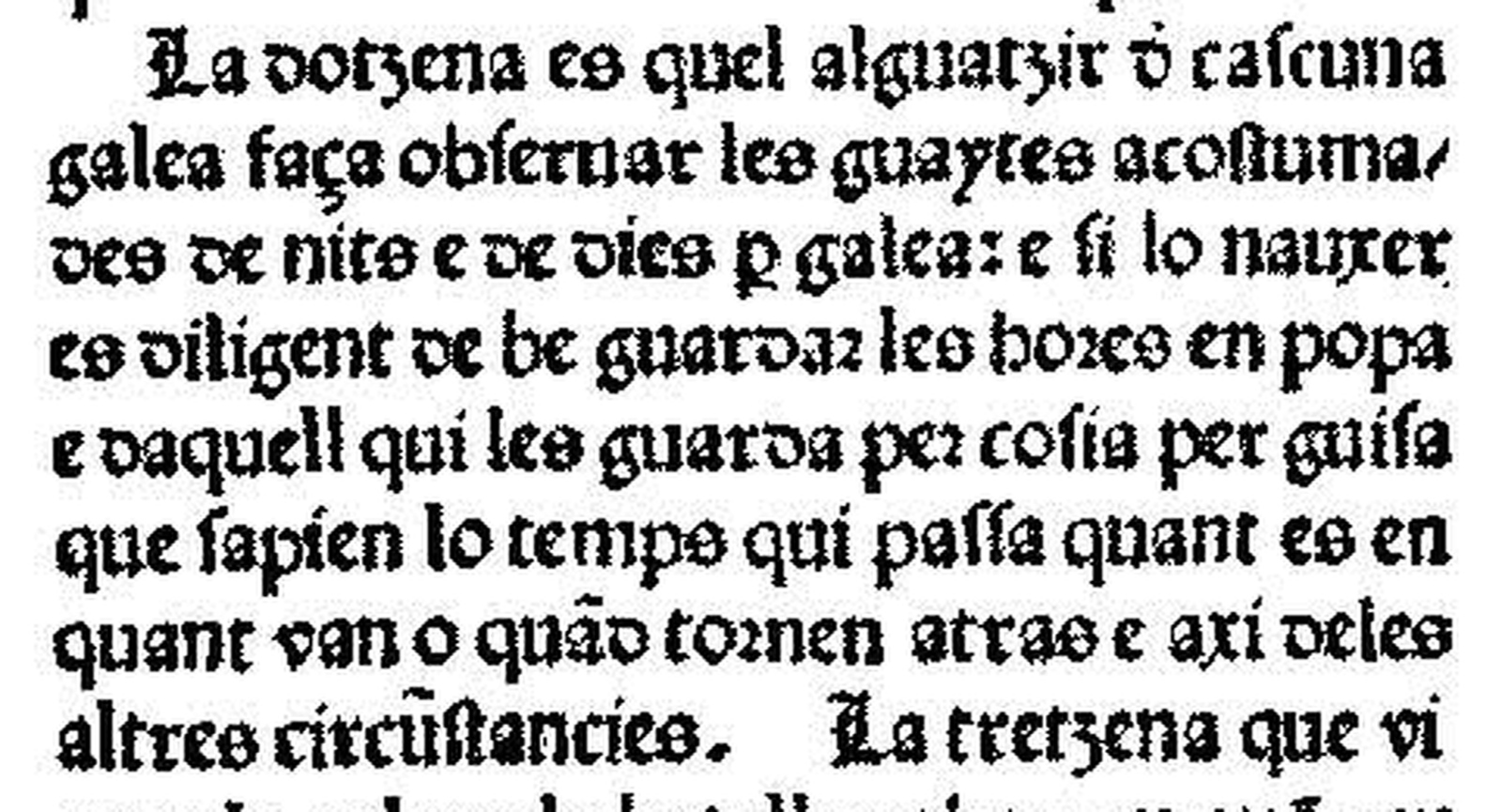
Douzième du Crestià (Valence-1484)

- Francesc Eiximenis dans le Douzième de Crestià a parlé de la guerre navale et de la discipline et de l'ordre qui doivent être observés sur les navires. Concernant la mesure du temps, il a écrit ce qui suit:[50]

- Aucune référence n'a pu être trouvée dans les galères françaises avant le manuscrit français Stolonomie des années 1547-1550, où il est dit que chaque galère doit porter: ". . . Quatres ampoulletes à sablon pour mestré les gardes à heures. . . " . Une phrase très similaire à l'Eiximenis catalan.

## Campagnes militaires

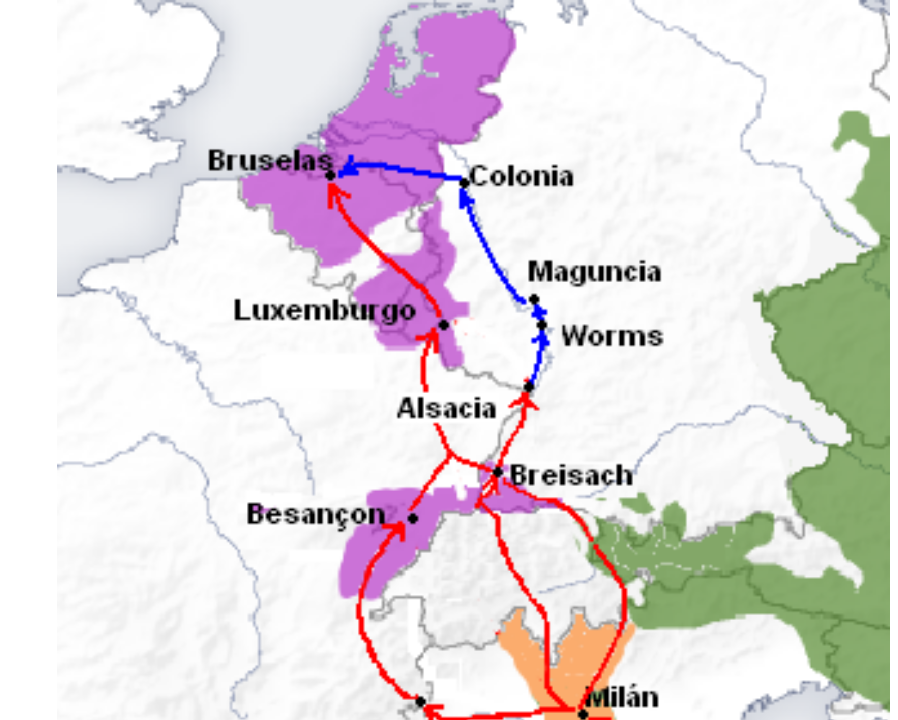
La " Voie Espagnole", avec ses variantes principales et secondaires, allait de Barcelone et Naples à Bruxelles, via Gênes-Milan.

Les campagnes les plus célèbres où ces navires se sont battus, Dans les deux ont participé plusieurs centaines de galères étaient_ 
- La campagne de Lépante, 1571
- La campagne de l'armée invincible en 1588 . Malgré le fait que les livres d'histoire ne reconnaissent pas la participation catalane, les archives secrètes Venise-Angleterre rendues publiques disent le contraire:

Autres campagnes importantes: 
- Campagne méditerranéenne d'Alfonso le Magnanime 1420-1423 Toutes les troupes d'Alfonso le Magnanime) ont embarqué les galères à Barcelone. .

- Campagne de Grenade avec le siège de Malaga, en 1492, - "la royale est restée sans poudre à canon et le roi a envoyé deux galères à Valence et à Barcelone pour elle" (Cura de los palacios)
- Guerres d'Italie - Toutes les troupes de Ferdinand le Catholique (ainsi que celles de son oncle Alphonse le Magnanime) ont embarqué les galères à Barcelone. .
- Campagne de Tunis en 1535 Toutes les troupes (ainsi que Carlos V et sa cohorte ) s'embarquent sur les galères de Barcelone. .

Dans les guerres suivantes, les tiers espagnols (ainsi que Carlos V et sa cohorte ) sont allés dans les galères catalanes de Barcelone à Gênes et les tiers italiens de Naples à Gênes, là ils ont pris le chemin espagnol jusqu'à leur destination 
- Guerre de Smalkald 1546-1547
- Guerre de Flandre 1548-1568

### Chronologie de batailles
- Nicothen Combat 1282
- Combat de Malte 1283
- Naples Golf Battle 1284

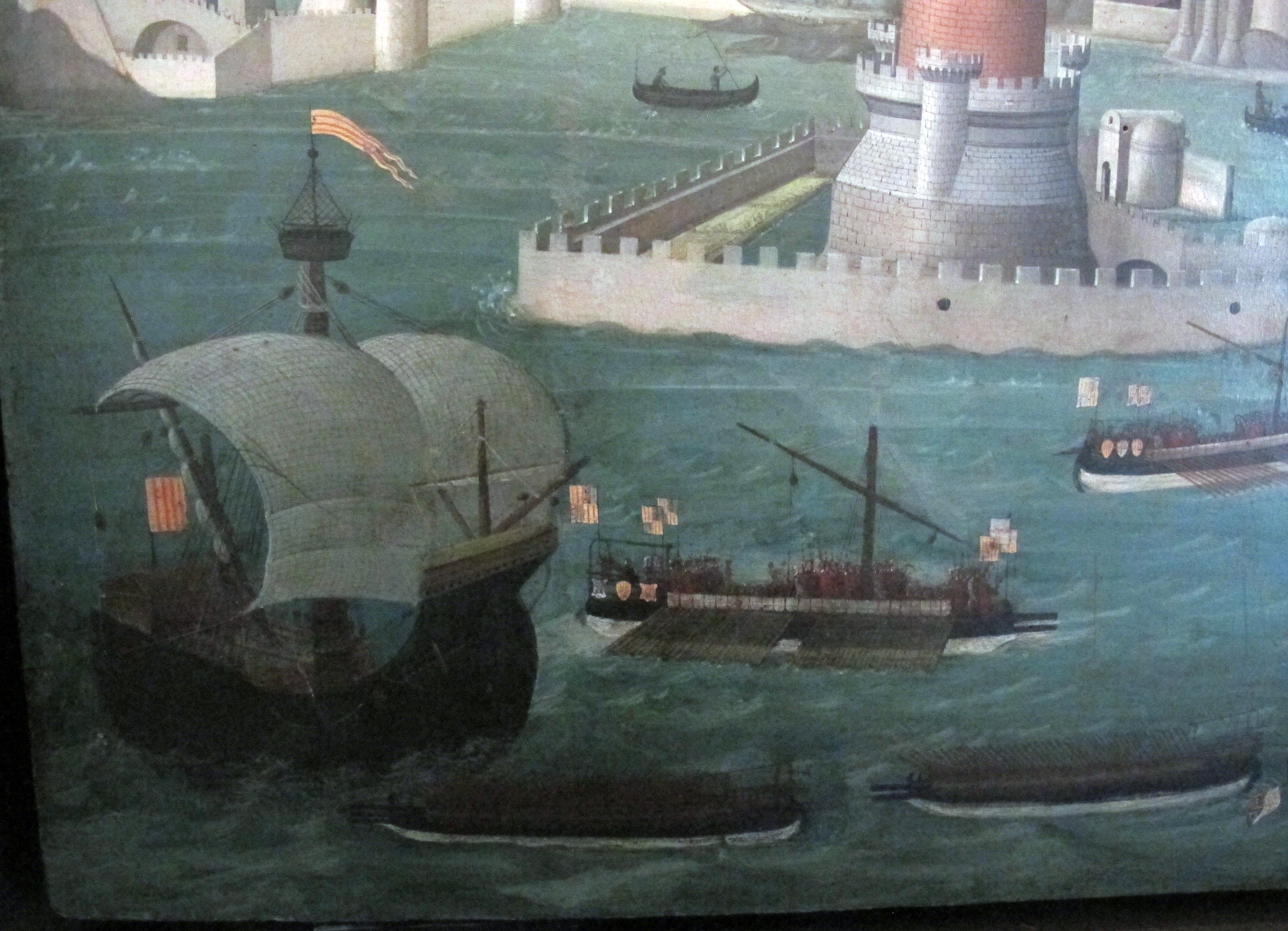
Détail de la Tavola Strozzi. Bateaux revenant à Naples après la bataille d'Ischia (1465).,,,

- Bataille navale de Sant Feliu de Guíxols 1285
- Bataille navale de Formigues 1285
- Bataille des comtes 1287
- Bataille du cap Orlando 1299
- Bataille de Gagliano 1300
- Bataille navale de Cagliari 1324
- Bataille navale du Bosphore 1352
- Bataille navale de Zonklon 1352
- Bataille navale de Puerto del Conde 1353
- Bataille navale de Barcelone (1359)
- Bataille navale de Bône 1360
- Siège de Boniface 1420
- Bataille de Foç Pisana 1421
- Pillage de Marseille 1423
- Siège de Calvi 1429
- Bataille navale de Ponza (1435)
- Bataille d'Ischia 1465 (complot des Barons)
- Siège de Céphalonie 1500
- Fête de Meros el-Kebir 1506
- Conquête d'Oran 1509
- Siège de Bejaïa (1514)
- Bataille de Formentera (1529)
- Jour de Tunis 1535
- Bataille de Préveza 1538
- Bataille de Girolata 1540
- Bataille de l'île d'Alboran 1540
- Journée d'Alger 1541
- Siège de Nice (1543)
- Bataille de Gerba (1560)
- Siège de Malte (1565)
- Bataille de l'île de Terceira 1582
- Bataille de Lépante[55],[56],[57]

### Croisade pisano-catalane
La croisade pisano-catalane vers les îles Baléares, qui était à l'époque une taifa musulmane, consistait en une expédition de représailles pour les actes de piraterie commis par les musulmans qui l'habitaient, menée par Ramón Berenguer III et ses alliés, en 1114. Fondé dans un traité de 1113 entre la République de Pise et le comte de Barcelone, il avait pour objectif de prendre l'île aux musulmans et d'empêcher l'attaque et l'obstruction des convois et des navires des marchands chrétiens qui naviguaient alors en Méditerranée .,, Bien que Majorque soit à nouveau au pouvoir musulman, elle sert à jeter les bases de la future puissance navale catalane et à renforcer les contacts commerciaux en Méditerranée.